# Большая Поломка (деревня)
 Большая Поломка  — деревня в Санчурском муниципальном округе Кировской области.

## География
Расположена на расстоянии примерно 20 км по прямой на запад-северо-запад от райцентра поселка Санчурск.

## История
Основана в 1844 году как починок. В 1873 году здесь было отмечено дворов 9 и жителей 79, в 1905 (Большой Поломский) 42 и 252, в 1926 (деревня Большая Поломка) 50 и 225, в 1989 178 жителей. С 2006 по 2019 год входила в состав Корляковского сельского поселения.

## Население
Постоянное население составляло 206 человек (русские 93%) в 2002 году, 110 в 2010.